# USエアウェイズ・エキスプレスの就航都市
ここではアメリカの航空会社USエアウェイズ・エキスプレスの就航都市を挙げる。

## 就航都市一覧

### アメリカ合衆国
ここではその都市に航空サービスを行っている空港の所在州により分類しているため、都市自体の所在州と一覧の所在州が異なる場合がある。
- アラバマ州
  - バーミングハム
  - ハンツビル
  - モービル
  - モンゴメリー
- アリゾナ州
  - フラッグスタッフ
  - フェニックス
  - ツーソン
  - ユマ
- アーカンソー州
  - フェイエットビル
  - リトルロック
- カリフォルニア州
  - ベーカーズフィールド
  - バーバンク
  - フレズノ
  - ロサンゼルス
  - ロングビーチ
  - モントレー
  - オークランド
  - パームスプリングス
  - サンルイスオビスポ
  - サンタアナ
  - サンタバーバラ
- コロラド州
  - デンバー
  - デュランゴ
  - グランド・ジャンクション
  - テルユライド
- コネチカット州
  - ハートフォード
  - ニューヘイブン
- フロリダ州
  - デイトナビーチ
  - フォート・ウォルトン・ビーチ
  - ゲインズビル
  - ジャクソンビル
  - メルボルン
  - キーウェスト
  - オーランド
  - ペンサコーラ
  - サラソータ/ブレイデントン
  - タラハシー
- ジョージア州
  - アトランタ
  - オーガスタ
  - サバンナ
- イリノイ州
  - シカゴ
- インディアナ州
  - インディアナポリス
- アイオワ州
  - デモイン
- ケンタッキー州
  - シンシナティ
  - レキシントン
  - ルイビル
- ルイジアナ州
  - ニューオーリンズ
  - バトンルージュ
- メイン州
  - オーガスタ
  - バンゴー
  - バー・ハーバー
  - ポートランド
  - プレスク・アイル
- メリーランド州
  - ボルティモア
  - ソールズベリー/オーシャン・シティ
- マサチューセッツ州
  - ボストン
  - ハイアニス
  - マーサズ・ヴィニヤード
  - ナンタケット
- ミシガン州
  - デトロイト
- ミネソタ州
  - ミネアポリス/セントポール
- ミシシッピ州
  - ガルフポート/ビロクシ
  - ジャクソン
- ミズーリ州
  - カンザスシティ
  - セントルイス
- ネバダ州
  - ラスベガス
  - リノ
- ニューハンプシャー州
  - マンチェスター
- ニュージャージー州
  - ニューアーク
- ニューメキシコ州
  - アルバカーキ
- ニューヨーク州
  - オールバニ
  - ビンガムトン
  - バッファロー
  - エルマイラ
  - イサカ
  - アイスリップ
  - ニューバーグ
  - ニューヨーク
    - ラガーディア
    - ジョン・F・ケネディ)

  - ロチェスター
  - シラキュース
  - ホワイト・プレインズ
- ノースカロライナ州
  - アシュビル
  - シャーロット
  - フェイエットビル
  - グリーンズボロ/ハイポイント/ウィンストン・セーラム
  - グリーンビル
  - ジャクソンビル
  - ニューベルン
  - ローリー/ダーラム
  - ウィルミントン
- オハイオ州
  - アクロン/カントン
  - クリーブランド
  - コロンバス
  - デイトン
- ペンシルベニア州
  - アレンタウン
  - エリー
  - ハリスバーグ
  - フィラデルフィア
  - ピッツバーグ
  - スクラントン/ウィルクスバリ
  - ステートカレッジ
  - ウィリアムズポート
- ロードアイランド州
  - プロビデンス
- サウスカロライナ州
  - チャールストン
  - コロンビア
  - フローレンス
  - グリーンビル/スパータンバーグ
  - ヒルトン・ヘッド・アイランド
  - マートルビーチ
- テネシー州
  - ブリストル/キンクズポート/ジョンソンシティ
  - チャタヌーガ
  - ノックスビル
  - メンフィス
  - ナッシュビル
- テキサス州
  - オースティン
  - ダラス
  - エルパソ
  - ヒューストン
  - サンアントニオ
- ユタ州
  - ソルトレイクシティ
- バーモント州
  - バーリントン
- バージニア州
  - シャーロッツビル
  - ハーダン
  - リンチバーグ
  - ニューポートニューズ/ウィリアムズバーグ
  - ノーフォーク
  - リッチモンド
  - ロアノーク
- ウェストバージニア州
  - チャールストン
  - ハンティントン/アシュランド (ケンタッキー州)/アイアントン (オハイオ州)
- ウィスコンシン州
  - ミルウォーキー

### カナダ
- カルガリー
- エドモントン
- ハリファックス
- モントリオール
- オタワ
- トロント

### メキシコ
- グアイマス
- エルモシージョ

### バハマ
- エクスマ